# Godly Play
Godly Play (in der deutschen Weiterentwicklung Gott im Spiel genannt) ist ein Konzept aus der Religionspädagogik. Näherhin bezeichnet Godly Play ein bestimmtes Konzept spiritueller Bildung, in welchem Impulse aus der Montessori-Pädagogik mit religionsdidaktischen Inhalten verbunden werden.

## Herkunft und Verbreitung
Godly Play wurde in den 1970er-Jahren von Jerome W. Berryman (1937–2024), Priester in der episkopalen Kirche und Montessori-Pädagoge, entwickelt. Eine erste systematische Darstellung veröffentlichte er 1991. Seit 2002 erscheinen Praxisbände mit Anleitungen für die konzepttypischen Darbietungen. Außerdem hat Berryman weitere theoriegeschichtliche und konzeptionelle Werke vorgelegt, um sein Konzept einzuordnen.
Veröffentlichungen zu Godly Play wurden in bislang 27 Sprachen übersetzt. Das Konzept wird in unterschiedlichen Kirchen und Konfessionen in 66 Ländern der Welt angewendet (Stand März 2024). Rechtewahrend fungiert die Godly Play Foundation mit Sitz in den USA (godlyplayfoundation.org). Im deutschsprachigen Raum werden Fortbildungen sowie die Adaption und Konzeptentwicklung vom Godly Play deutsch e.V. koordiniert (www.godlyplay.de). Übersetzungen von Berrymans Büchern sind seit 2006 erschienen, seit 2018 ergänzt um deutsche Weiterentwicklungen unter Namen Gott im Spiel.
Godly Play/Gott im Spiel wurde ursprünglich im Blick auf Kinder zwischen 2 und 12 Jahren entwickelt und kommt dementsprechend vor allem in Kindertagesstätten, in der kirchlichen Arbeit mit Kindern und im schulischen Religionsunterricht zum Einsatz. Inzwischen jedoch wird Godly Play mit Menschen aller Altersgruppen in sehr heterogenen Praxisfeldern angewendet.

## Konzeptionelle Grundlagen
Berryman hatte im Kontext seiner Arbeit als Seelsorger und Fachberater der Ethikkommission einer Kinderklinik in Texas/USA beobachtet, dass Kinder schon sehr früh an existenzielle Grenzen jedweden menschlichen Lebens wie Sinn, Tod, Freiheit und Alleinsein stoßen, dass ihnen aber sprachlich und symbolisch-rituelle Ausdrucksformen fehlen, um sich mit solchen Grenzerfahrungen auseinanderzusetzen. Berryman versteht Godly Play als eine theologisch, pädagogisch und psychologisch fundierte und praktisch erprobte Reaktion auf diese Herausforderungen. Im Laufe seiner weiteren beruflichen Entwicklung übertrug Berryman sein Konzept in den Bereich der Sonntagsschularbeit.
Der Name weist auf zwei zentrale Merkmale des Konzeptes hin:
- „God“ signalisiert den Gottesbezug der jüdisch-christlichen Tradition. Theologisch gesehen, geht Godly Play davon aus, dass Gott sich im Leben der Menschen erfahrbar machen will, konkretisiert durch biblische Geschichten und in kirchlich-liturgischen Formen.
- Die adverbiale Form „godly“ symbolisiert die Art und Weise der Begegnung mit dieser Tradition. „Play“ signalisiert eine besondere Wertschätzung für die spielerische Welterschließung von Kindern. Pädagogisch gesehen, geht Godly Play von den individuellen Aneignungsprozessen der Kinder aus, die es wahrzunehmen und mit bestimmten didaktischen Strukturen zu unterstützen gilt.

Insgesamt gesehen, soll Godly Play Kindern helfen, im Prozess ihres Aufwachsens individuell geformte Deutungsmuster für den Umgang mit existenziellen Grunderfahrungen des Lebens zu entwickeln und dafür verschiedene Elemente der christlichen Tradition in Gebrauch zu nehmen. Die Beschreibung als Konzept spiritueller Bildung verdeutlicht, dass die Intentionen von Godly Play nicht auf Wissenserwerb oder mimetische Einfügung in bestimmte konfessionelle Traditionen zielen, sondern subjektorientierte Erschließungsprozesse.

## Praktische Aspekte

### Die Geschichten und ihre Genres
Jerome Berryman hat die Geschichten, die in einer Godly-Play-Einheit dargeboten werden, in drei Hauptgattungen aufgeteilt: Glaubensgeschichten, Gleichnisse und liturgische Handlungen. In diesen drei Gattungen entfalten sich unterschiedliche „Sprachspiele“ der Gotteserzählung. Gott im Spiel differenziert dies an manchen Stellen, entwickelt eigene Geschichten und erweitert die Genres.
Jede Gattung hat spezifische Ergründungsfragen, mit denen die Vertiefung in die dargebotene Geschichte und die Suche nach eigenen existenziellen Anknüpfungspunkten angeleitet und gefördert werden soll.

#### Glaubensgeschichten
Glaubensgeschichten erzählen von den Erfahrungen, die Menschen mit Gott gemacht haben und von ihrer Beziehung zu Gott. Diese wird dargestellt als ein andauerndes Spiel von Suchen und Finden. Menschen suchen Gott, verlieren ihn und suchen neu.
Die Glaubensgeschichten aus dem Alten Testament handeln von der Geschichte des Volkes Gottes mit Gott. Sie erzählen, häufig vermittelt durch die Erfahrung bestimmter Personen, vor allem von der Nähe oder auch der wahrgenommenen Abwesenheit Gottes und wie die Gemeinschaft der Menschen des Volkes Gottes von der Beziehung zu Gott geprägt ist. Damit stehen die Themen Zusammengehörigkeit und Identität im Glauben im Zentrum dieser Geschichten aus dem Alten Testament. Laut des Konzeptes von „Gott im Spiel“ soll das Miterleben der Gotteserfahrungen aus den Glaubensgeschichten Anknüpfungspunkte zur eigenen Identität liefern und für eine Ausweitung auf alle Menschen geeignet sein.
Folgende Untergattungen der Glaubensgeschichten werden bei Gott im Spiel darüber hinaus noch unterschieden:
- Biographiegeschichten stellen einen einzelnen Menschen in den Mittelpunkt, zum Beispiel Mose.
- Menschheitsgeschichten thematisieren Grunderfahrungen des Menschseins wie Freiheit und Verantwortung, Schuld und Leid, zum Beispiel Hiob.
- Prophetengeschichten handeln von Menschen, deren Leben von einem besonderen Auftrag Gottes bestimmt ist.

Als Glaubensgeschichten des Neuen Testaments werden vor allem Geschichten von Jesus betrachtet, mit dem Ziel, Jesus auf dem Weg zu den Menschen und Menschen, die auf dem Weg zu Jesus und seiner Botschaft sind, vorzustellen. Sie werden als Identifikationsangebote gesehen und sollen die Zuhörenden einladen, ein Stück dieses Weges mitzugehen.

#### Gleichnisse
Gleichnisse erzählen von Gottes Wirklichkeit und nutzen dazu bekannte Sachverhalte und Erfahrungen aus dem Alltag der damaligen Zuhörer in einer, so das Konzept, „doppelbödigen“ Weise, um einen kreativen Prozess des Verstehens anzuregen. Solche Gleichnisse sollen Vertrautes in Frage stellen und im Alltäglichen Gottes Wirklichkeit und auch neue Deutungen erkennen lassen, so das Konzept.
Gleichnisse werden bei Godly Play/Gott im Spiel in goldenen Schachteln aufbewahrt. Diese sollen symbolisieren, dass Gleichnisse wertvolle Geschenke seien, die sich dem Verstehen manchmal entzögen, aber immer wieder neu geöffnet werden könnten. Die verwendeten Materialien, die sich in den goldenen Schachteln befinden, sind – anders als bei den Glaubensgeschichten – nur zweidimensional. Die dritte Dimension, die die doppelbödigen Geschichten mit Leben erfülle, müss im Prozess erst noch gefunden werden, so das Konzept.

#### Liturgische Handlungen
Als Liturgische Handlungen werden alle Geschichten zusammengefasst, die die kirchlichen Traditionen und das gottesdienstliche Handeln thematisieren sollen. Sie erzählen von Gottes Gegenwart, wie es sich in den Zeiten, Symbolen und Handlungen der christlichen Gemeinschaft ausdrücke und erfahren ließe, so das Konzept.

### Materialien
Für die Darbietung der Geschichten kommen bei Godly Play/Gott im Spiel verschiedene Materialien zum Einsatz. Sie sind alle so gestaltet, dass die Kinder sie in der Spiel- und Kreativphase auch selbst nutzen können: in einer hochwertigen Ästhetik, die zum Spiel einlädt und Freiraum für kreative Gestaltung lässt; einfach in der Nutzung und robust. Jeder Geschichte ist ein eigenes Material zugeordnet, das auf die elementaren Aspekte beschränkt ist. Einige Elemente werden für mehrere Geschichten genutzt (Volk-Gottes-Figuren, Wüstensack etc.). Jedes Material hat im Godly-Play-Raum einen eigenen Platz. So werden Zusammenhänge von Geschichten in der Zuordnung des Materials deutlich.
Die verschiedenen Genres der Geschichten zeigen sich auch in den verschieden gestalteten Materialien:
- Mithilfe von dreidimensionalen Figuren und Gegenständen aus Holz sowie Steinen, Filz- und Stoffteilen spielen die meisten Glaubensgeschichten des Alten Testaments hauptsächlich im sogenannten Wüstensack bzw. in der Wüstenkiste oder dem Erdsack. Die einzelnen Figuren lassen möglichst großen Spielraum zur eigenen Interpretation. Sie haben keine Gesichter und die Körperhaltungen lassen verschiedene Deutungen zu.

- Gleichnisse werden zweidimensional dargestellt.  Menschen, Tiere, Städte und einzelne Gegenstände werden auf Holzplatten dargestellt. Sie sind auf  orientalisierend-historisierende Art und Weise gestaltet und Weisen damit auf  die Lebenswelt der ursprünglichen Adressatinnen.

- Bei den liturgischen Handlungen werden möglichst detailgetreue Miniaturgegenstände sowie Materialien aus den Glaubensgeschichten verwendet.

### Raum
Der Godly-Play-Raum soll in seinem Aufbau der von Montessori entwickelten vorbereiteten Umgebung entsprechen. Als abgeleitete Kriterien dafür werden genannt:
- Der Raum ist einladend, bis ins Detail durchdacht und liebevoll eingerichtet.
- Alles hat seinen besonderen Platz, wird als wertvoll erachtet und die grundsätzliche Ordnung wird nicht verändert.
- Alles, was in den Regalen steht, ist für die Kinderhand gemacht: ansprechend, qualitativ, robust, gepflegt, elementar, natürlich (Holz, Filz, Korb, Stoffe etc.).
- Die Materialien erziehen durch ihre Farbgebung und ihre Natürlichkeit zur Ruhe, Langsamkeit und zum respektvollen Umgang.
- Die Einrichtung des Raumes sollte den Kindern helfen, ohne grundsätzliche Hilfe der Erwachsenen selbst tätig zu werden.
- Alles ist zugänglich, vorbereitet, vollständig und einsatzbereit (gespitzte Stifte, gefüllte Wasserbehälter, bereit gestelltes Putzzeug, sortierte Blätter und Stifte, griffbereite Matten und Unterlagen).
- Der Raum sollte die Kinder dabei unterstützen, sich ohne Ablenkungen auf das zu konzentrieren, was sie tun möchten.

Weitere Besonderheiten des Raumes sind:
- Sichtbare Schwelle: Die Kinder werden von der Türperson an der Schwelle in den Raum begleitet. Die Kinder ziehen ihre Schuhe aus.
- Freie Mitte des Raumes: Es werden keine Tische oder Stühle benötigt. Die Kinder sitzen auf dem Boden.
- Regale mit den Geschichten: Der Kreis der Kinder in der Mitte des Raumes ist umgeben von offenen, niedrigen Regalen. Darin befinden sich Materialien zu den Geschichten. Sie sind nach den einzelnen Geschichtengenres (Fokusregal, Weihnachts- und Osterregal, Gleichnisse, Glaubensgeschichten des AT und NT) geordnet.
- Fokusregal: Das Fokusregal ist der zentrale Ort, vor dem Erzähler sitzt. Die drei Regalteile beinhalten die zentralen Geschichten (Taufe – Heilige Familie und Kirchenjahr – Guter Hirte und das Abendmahl).[9]

### Erwachsene Begleiter
In einer Godly-Play-Einheit arbeiten zwei Erwachsene zusammen: Leiter/Leiterin und Begleiter/Begleiterin. Der Leiter/die Leiterin führt die Gruppe durch die Einheit und für die Darbietung der Geschichte verantwortlich. Der Begleiter/die Begleiterin sorgt für den Rahmen: sie nimmt die Kinder an der Tür in Empfang, unterstützt sie dabei, einen Platz zu finden und zur Ruhe zu kommen, und verabschiedet sie am Ende.

### Phasen einer Gody-Play bzw. Gott-im-Spiel-Einheit
Eine Godly-Play-Stunde umfasst fünf Phasen:

#### Bereit werden
Die Erzählperson betritt als erste den Raum und setzt sich auf ihren Platz vor dem Fokus-Regal. Die Person an der Tür begrüßt jedes Kind an der Schwelle einzeln, achtet auf Entschleunigung, hilft den Kindern im Raum anzukommen und einen Kreis zu bilden. Sobald jedes Kind einen Platz im Kreis gefunden hat, soll ein lockerer Austausch miteinander ermöglicht werden. Die Erzählperson fragt die Kinder, ob sie bereit für eine Geschichte sind. 

#### Darbietung
Die Erzählperson zeigt den Kindern eine Geschichte mithilfe der jeweiligen Materialien, unterstützt durch eine sparsame Gestik. Das Konzept sieht vor, während des Erzählens den Blickkontakt mit den Kindern zu vermeiden, damit die Erzählperson und die Kinder selbst in die Geschichte „eintreten“ können und sich auf diese fokussieren. Sorgfältig elementarisierte Erzähltexte und Materialien ermöglichen eine dichte, gesammelte Aufmerksamkeit der Kinder. 

#### Ergründen
An die Darbietung der Geschichte schließt sich die Ergründungsphase an, die meist mit den Worten „Ich frage mich …“ beginnt (im englischen "I wonder..."). Die Kinder werden so zum eigenen Theologisieren eingeladen und werden so in die Lage versetzt, ihren Platz in der Geschichte zu finden. Die Überlegungen, Ansichten und Ideen der Kinder sollen wertgeschätzt und nicht bewertet werden.

#### Spiel- und Kreativphase
In der Spiel- und Kreativphase sind die Kinder eingeladen sich individuell mit der Geschichte auseinandersetzen. Bereitgestellte Mal- und Bastelmaterialien oder die Materialien der Geschichten können genutzt werden, um kreativ zu werden und an den eigenen Themen zu arbeiten. Von den Erwachsenen vorgegebene Inhalte wie Bastelanleitungen oder Arbeitsblätter sind nicht vorgesehen.

#### Fest und Segen
Die Godly-Play-Stunde schließt mit einer kleinen Feier, zu der die Gruppe erneut im Kreis zusammen kommt. Im Austausch kommen die Beteiligten ins Gespräch, hören oder sprechen ein Gebet und feiern symbolisch ein kleines Fest, z. B. mit Saft und Keksen. Mit einem individuellen Gruß oder Segen wird jedes Kind einzeln verabschiedet.

## Kritische Diskussion
Die kritische Diskussion des Godly-Play-Konzeptes begann im deutschsprachigen Raum mit der Veröffentlichung der ersten Buchreihe 2006–2008 und konzentrierte sich auf folgende Punkte:
- Der exegetisch-hermeneutische Umgang mit biblischen Stoffen entspreche nicht heutigen Standards (Müller)[13]
- Dem Curriculum fehlten interreligiöse und ethische Themen (Schweitzer)[14]
- Das Konzept ordne das religiöse Tun zu stark einer „heiligen“ Zone zu und profanisiere dadurch den Alltag (Mette)[15]
- Die religionsdidaktischen Strukturen einer Godly-Play-Inszenierung gäben der Freiheit des Kindes zu wenig Raum (Berg).[16]

Die diskursive fachwissenschaftliche Aufnahme dieser kritischen impulse führte zur religionsdidaktischen Einordnung des Ansatzes in das Konzept performativer Religionspädagogik sowie zur eigenständigen Weiterentwicklung des Konzeptes für den deutschsprachigen Raum, dokumentiert in einem Handbuch (2018, s. Anm. 1) sowie zwei Bänden mit zusätzlichen Darbietungen.

## Belege
1. ↑  Ursula Ulrike Kaiser/Ulrike Lenz/Evamaria Simon/Martin Steinhäuser: Gott im Spiel: Godly Play weiterentwickelt. Handbuch für die Praxis. Calwer Verlag, Stuttgart in Kooperation mit Don Bosco Medien, München und Evangelische Verlagsanstalt, Leipzig 2018, ISBN 978-3-7668-4458-3.
2. ↑  Berryman, Jerome W.: Godly Play. An Imaginative Approach to Religious Education. San Francisco 1991
3. ↑  Berryman, Jerome W.: The Complete Guide to Godly Play. Bd. 1-8, mehrere rev. Aufl., Denver 2002ff
4. ↑  Berryman, Jerome W.: Children and the Theologians. Clearing the Way for Grace. New York 2009; The Spiritual Guidance of Children. Montessori, Godly Play and the Future. New York 2013; Becoming Like a Child. The Curiosity of Maturity beyond the Norm. New York 2017.
5. ↑  Steinhäuser Martin (Hg.): Godly Play. Das Konzept zum spielerischen Entdecken von Bibel und Glauben. Bd. 1-5, Leipzig 2006-2008 (seither mehrere Auflagen).
6. ↑  Kaiser, Ursula U. u. a.: Gott im Spiel. Godly Play weiter entwickelt. Handbuch für die Praxis. Stuttgart 2018; Steinhäuser, Martin (Hg.): Gott im Spiel: Vertiefungsgeschichten zum Alten Testament. Stuttgart 2018; Ders. (Hg.): Gott im Spiel: Jesusgeschichten. Stuttgart 22019.
7. ↑  Kaiser et al.: Gott im Spiel. Handbuch für die Praxis, S. 57–67.
8. ↑  Kaiser et al.: Gott im Spiel. Handbuch für die Praxis. S. 59–63.
9. ↑  Martin Steinhäuser: Godly Play. Gott im Spiel. Handreichung zur Einführungsveranstaltung. Stuttgart 2019, S. 11.
10. ↑  Ursula Ulrike Kaiser, Ulrike Lenz, Evamaria Simon, Martin Steinhäuser (Hrsg.): Handbuch für die Praxis. Gott im Spiel Godly Play weiterentwickelt, Evangelische Verlagsanstalt, Stuttgart 2018, S. 255ff.
11. ↑  Martin Steinhäuser: Godly Play. In: Birgit Brügge-Lauterjung u. a. (Hrsg.): Handbuch Kirche mit Kindern. Verlag Junge Gemeinde, Stuttgart 2005, S. 340.
12. ↑  Martin Steinhäuser: Godly Play. In: Birgit Brügge-Lauterjung u. a. (Hrsg.): Handbuch Kirche mit Kindern. Verlag Junge Gemeinde, Stuttgart 2005, S. 341f.
13. ↑  Peter Müller: Godly Play - hermeneutisch, exegetisch und religionspädagogisch betrachtet. In: Anton A. Bucher (Hrsg.): „Man kann Gott alles erzählen, auch kleine Geheimnisse“. Kinder erfahren und gestalten Spiritualität. 1. Auflage. Jahrbuch für Kindertheologie, Bd. 6. Calwer, Stuttgart 2006, ISBN 3-7668-3999-3, S. 91–102.
14. ↑  Friedrich Schweitzer: Godly Play und religiöse Bildung - religiöse Bildung und Godly Play. Überlegungen und Anstöße aus bildungstheoretischer und kindertheologischer Sicht. In: Martin Steinhäuser (Hrsg.): Godly Play. Analysen, Handlungsfelder, Praxis. 1. Auflage. Band 5. Evangelische Verlagsanstalt, Leipzig 2008, ISBN 978-3-374-02594-7, S. 11–21.
15. ↑  Norbert Mette: Der Godly Play-Ansatz von Jerome W. Berryman in der Perspektive der Kindertheologie. In: Anton A. Bucher (Hrsg.): „Man kann Gott alles erzählen, auch kleine Geheimnisse“. Kinder erfahren und gestalten Spiritualität. 1. Auflage. Jahrbuch für Kindertheologie, Bd. 6. Calwer, Stuttgart 2007, ISBN 978-3-7668-3999-2, S. 80–90.
16. ↑  Horst Klaus Berg: „Godly Play“ - ein freiheitliches religionspädagogisches Konzept? Eine Einladung zur Diskussion. (PDF) In: Theo-Web Zeitschrift für Religionspädagogik. Gesellschaft für wissenschaftliche Religionspädagogik, 2008, abgerufen am 15. Mai 2023.
17. ↑  Martin Steinhäuser: Godly Play und Schule – Aporien und Chancen. (PDF) In: TheoWeb. Zeitschrift für Religionspädagogik. Gesellschaft für wissenschaftliche Religionspädagogik, 2010, abgerufen am 15. Mai 2023.
18. ↑  Martin Steinhäuser (Hrsg.): Gott im Spiel. Godly Play weiter entwickelt. Vertiefungsgeschichten zum Alten Testament. 1. Auflage. Calwer, Stuttgart 2018, ISBN 978-3-7668-4460-6.
19. ↑  Martin Steinhäuser (Hrsg.): Gott im Spiel. Godly Play weiterentwickelt. Jesusgeschichten. 2. Auflage. Calwer, Stuttgart 2019, ISBN 978-3-7668-4459-0.